# Plan del Aire
Plan del Aire är en ort i Mexiko.   Den ligger i kommunen Tataltepec de Valdés och delstaten Oaxaca, i den sydöstra delen av landet, 400 km söder om huvudstaden Mexico City. Plan del Aire ligger 451 meter över havet och antalet invånare är 213.
Terrängen runt Plan del Aire är huvudsakligen kuperad, men österut är den bergig. Runt Plan del Aire är det ganska glesbefolkat, med 34 invånare per kvadratkilometer. Närmaste större samhälle är Santiago Tetepec, 16,3 km väster om Plan del Aire. Omgivningarna runt Plan del Aire är en mosaik av jordbruksmark och naturlig växtlighet.